# Karviná (starý zámek)
Starý karvinský zámek stával v dnes již neexistující původní obci Karvinná. Dnes se jedná o místní část Doly.

## Historie
Původně stávala na místě zámku tvrz, která je poprvé zmiňována roku 1461. V 17. století došlo k přestavbě tvrze na barokní zámek a na konci 18. století přestavěn v duchu klasicismu. V 19. století přestalo sídlo Larisch-Mönnichům vyhovovat a ti se přestěhovali na zámek Fryštát. V roce 1873 byl v blízkosti vystavěn zámek Solca a do starého zámku umístili centrální ředitelství podniků hraběte Larisch-Mönnicha. V roce 1945 došlo ke konfiskaci zámku a ten se stal majetkem státu a sloužil úřadům. Kvůli poddolování se jeho stav horšil, a proto musel být v 50. letech 20. století zbourán.